# ماکسیم شبالین
ماکسیم شبالین (روسی: Максим Андреевич Шабалин؛ زادهٔ ۲۵ ژانویهٔ ۱۹۸۲) رقصنده روی یخ اهل روسیه است.